# Shareefa
Shareefa Faradah Cooper (Newark, 1 januari 1984) is een Amerikaanse R&B-zangeres. Zij groeit op in de achterbuurten van Charlotte (North Carolina). In 2005 tekende ze haar eerste platencontract bij Def Jam en kwam haar eerste single "Need a Boss" (feat. Ludacris) uit. Producer is Rodney Jerkins. In 2006 kwam haar eerste album Point Of No Return uit. Haar 2e single heet "Cry No More".